# Rolf Kramer (Politiker)
Rolf Hermann Fritz Kramer (* 9. Dezember 1949 in Barenburg) ist ein deutscher Politiker (SPD).

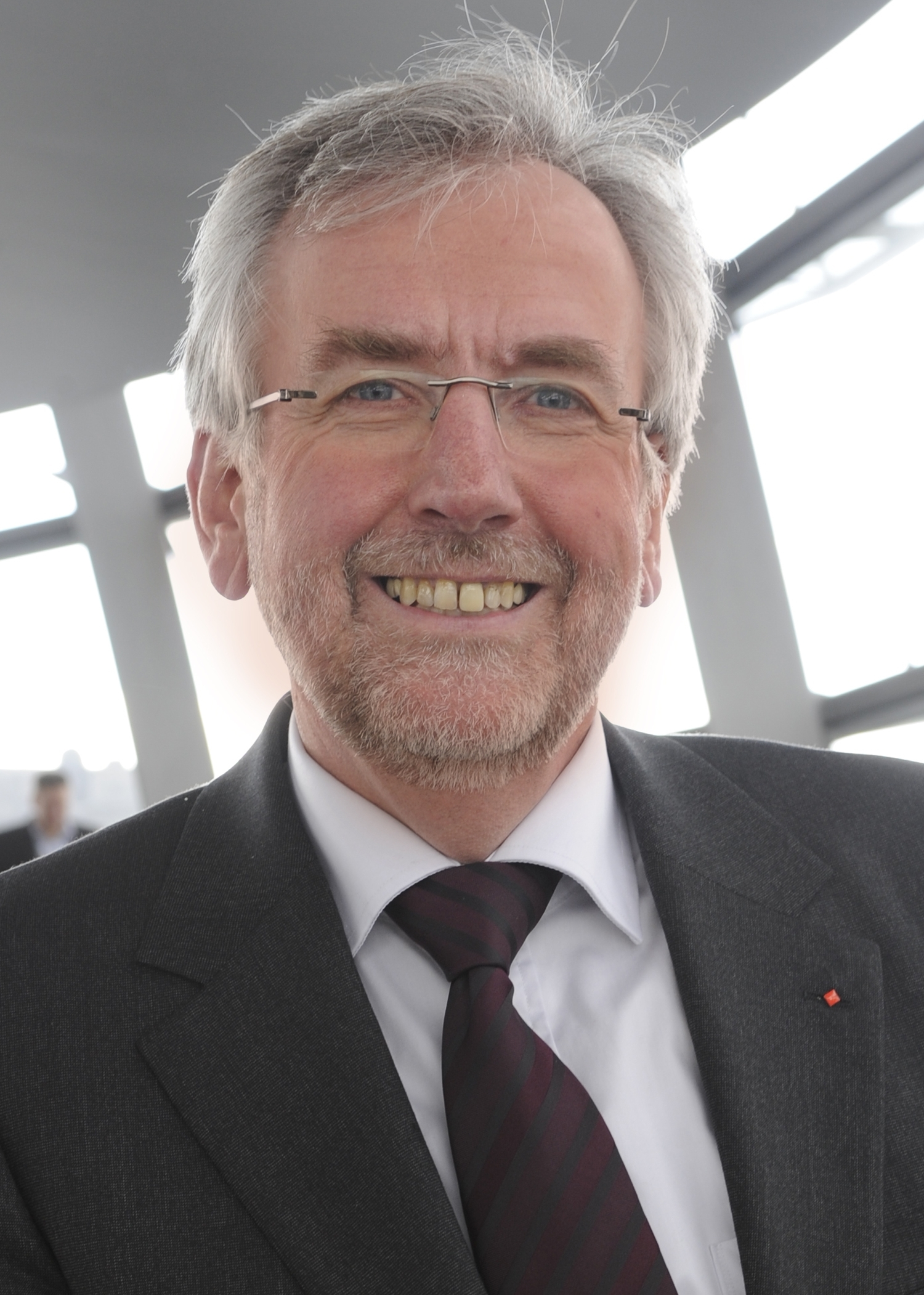
Rolf Kramer

## Leben und Beruf
Nach dem Besuch der Volksschule und der Berufsaufbauschule machte Kramer eine Lehre zum  Heizungsbauer. Anschließend absolvierte er zunächst ein Ingenieurstudium für Versorgungstechnik an einer Fachhochschule, welches er als Diplom-Ingenieur (FH) beendete, und danach ein Studium für das Lehramt als Gewerbelehrer an der Technischen Universität Hannover. Kramer war von 1978 bis zu seinem Eintritt in den Bundestag 2002 als Berufsschullehrer in Lohne tätig. 
Rolf Kramer ist verheiratet und hat zwei Töchter.

## Partei
Seit 1981 ist er Mitglied der SPD. Kramer war in der Stadt Diepholz von 1991 bis 2001 Vorsitzender der Diepholzer SPD, von 1999 bis 2009 Vorsitzender des SPD-Unterbezirks Diepholz und er gehörte auch dem Vorstand des SPD-Bezirks Hannover an.

## Abgeordneter
Von 1991 bis 2007 gehörte Kramer dem Stadtrat seines Heimatortes Diepholz an.
Er war zwischen 2002 und 2009 Mitglied des Deutschen Bundestages. Kramer gehörte dem Verteidigungsausschuss sowie als Stellvertreter dem Auswärtigen Ausschuss an.
Kramer ist stets als direkt gewählter Abgeordneter des Wahlkreises Diepholz - Nienburg I in den Bundestag eingezogen. 2002 wurde er mit 48,3 % der Stimmen gewählt. Bei der Bundestagswahl 2005 erreichte er hier 45,7 % der Erststimmen.
Bei der Bundestagswahl 2009 unterlag Rolf Kramer im Wahlkreis Diepholz - Nienburg I dem Direktkandidaten der CDU, Axel Knoerig. Auch über die Landesliste Niedersachsen konnte Kramer nicht in den Bundestag einziehen.